# Bołotnickaja
Bołotnickaja (ros. Болотницкая) – przystanek kolejowy w pobliżu miejscowości Bołotnica, w rejonie tośnieńskim, w obwodzie leningradzkim, w Rosji. Położony jest na linii Petersburg - Moskwa.